# Museo nacional de etnografía de Nampula
El Museo nacional de etnografía de Nampula (en portugués: Museu Nacional de Etnografía de Nampula) es el único museo nacional de Mozambique que no está localizado en Maputo.
Fue inaugurado el 23 de agosto de 1956 por el general Craveiro Lopes con el nombre de "Museu Comandante Eugénio Ferreira de Almeida", en un edificio que fue proyecto del arquitecto Mário Oliveira.
El principal impulsor del museo fue el etnógrafo Soares de Castro, que consiguió movilizar a los gobernantes locales para la realización del proyecto.
En la fase colonial el museo tenía secciones, de historia, arqueología, numismática, entre otras. En 1993 fue transformado en museo nacional con una vocación especialmente etnográfica.

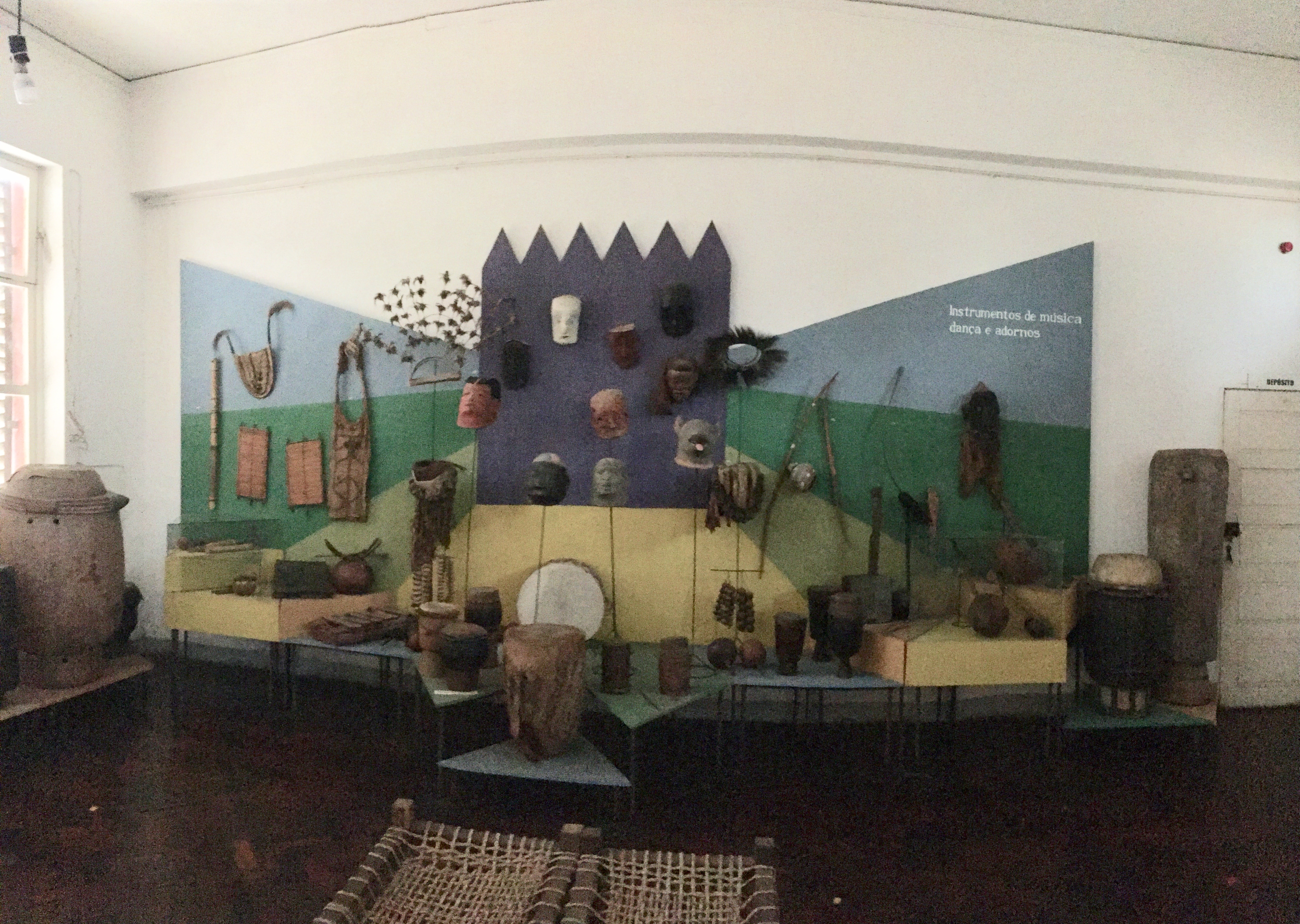
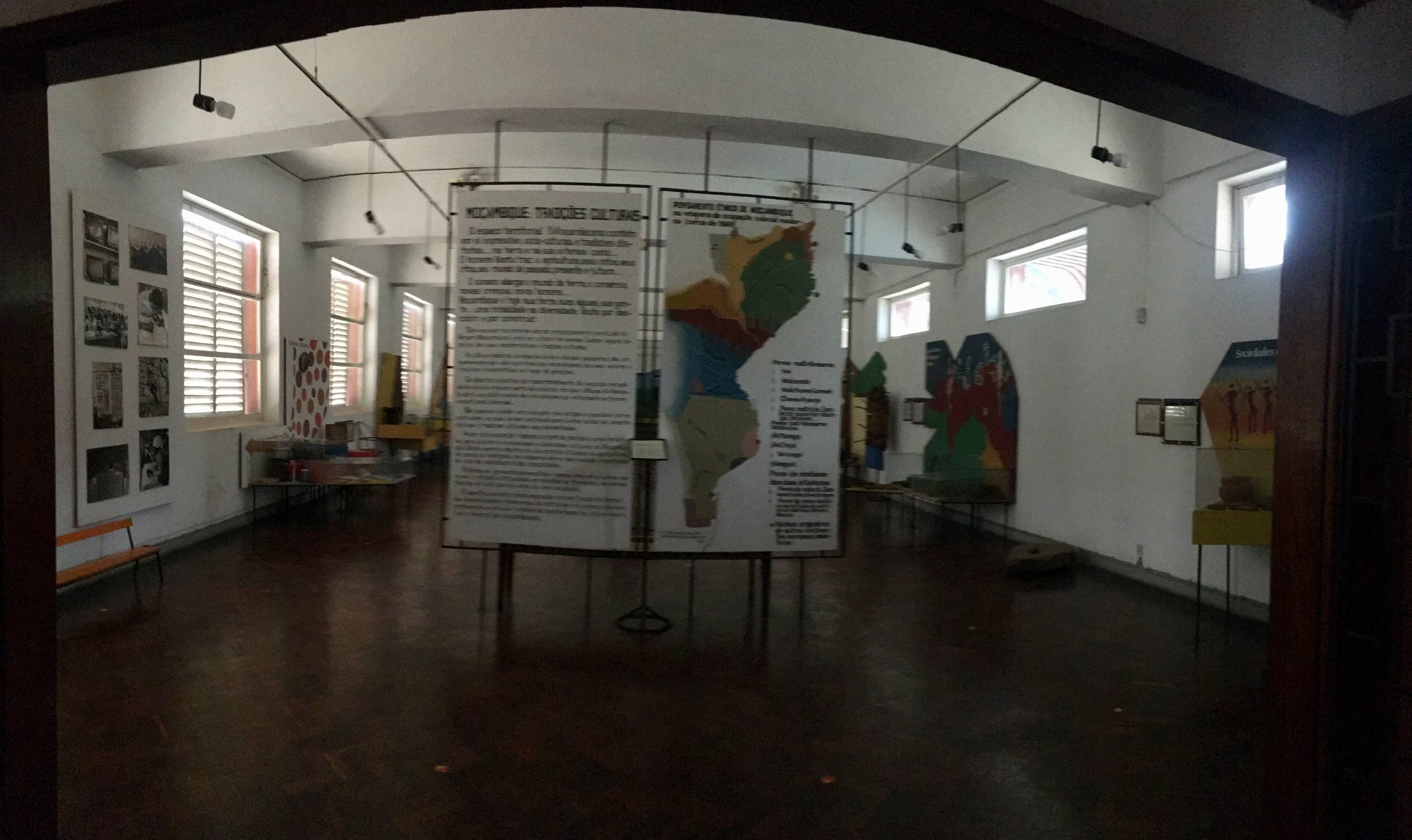
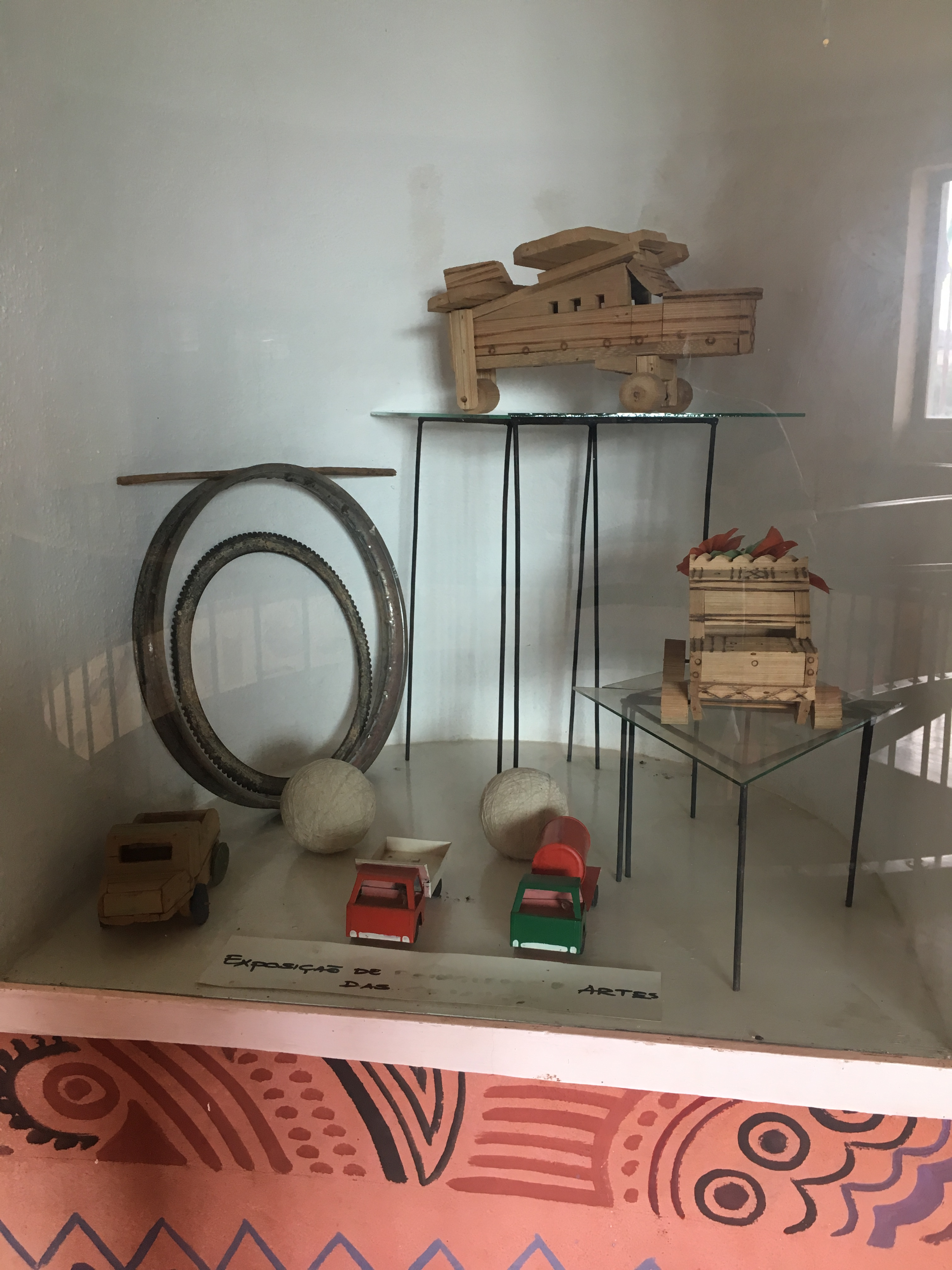
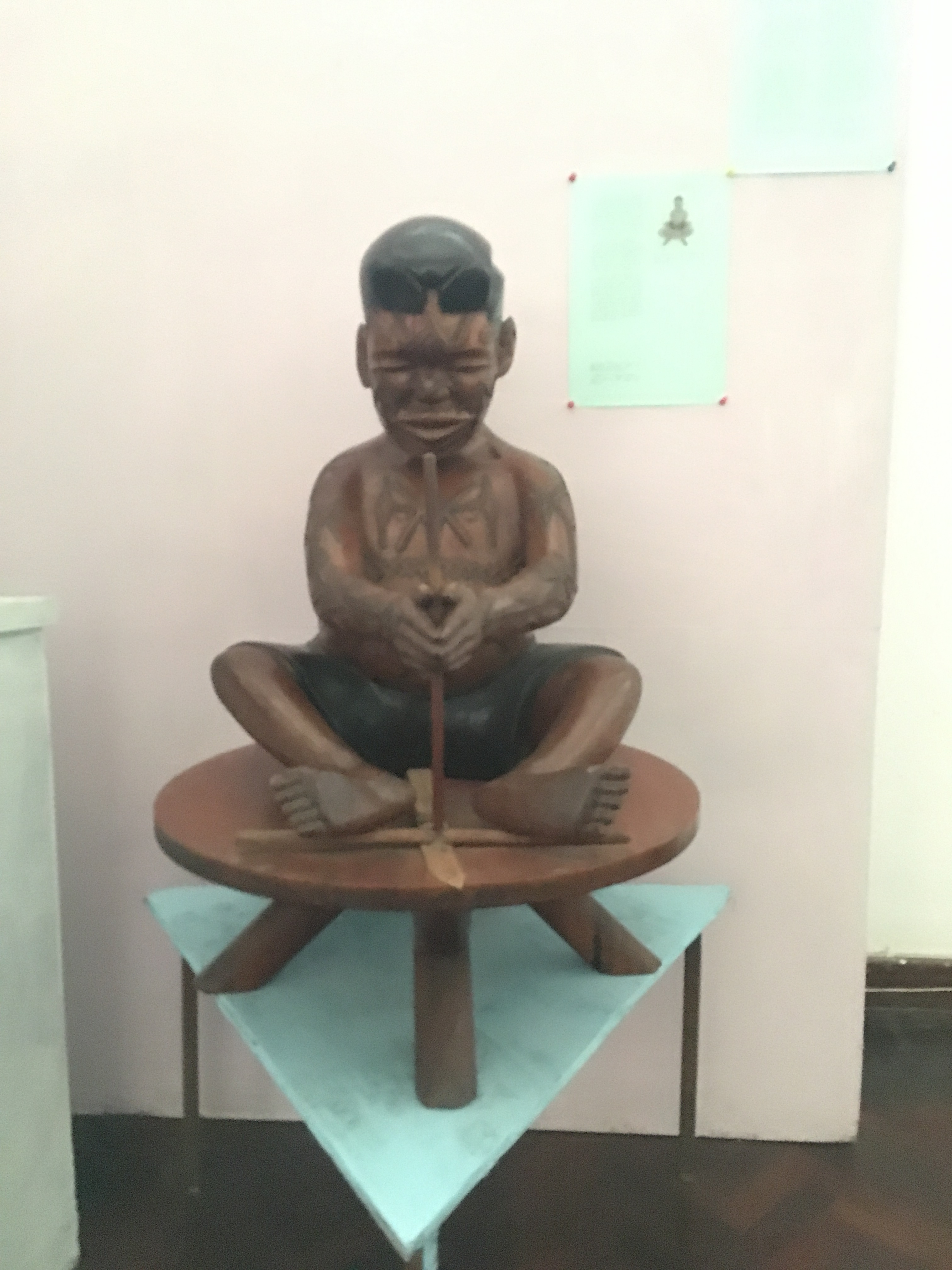
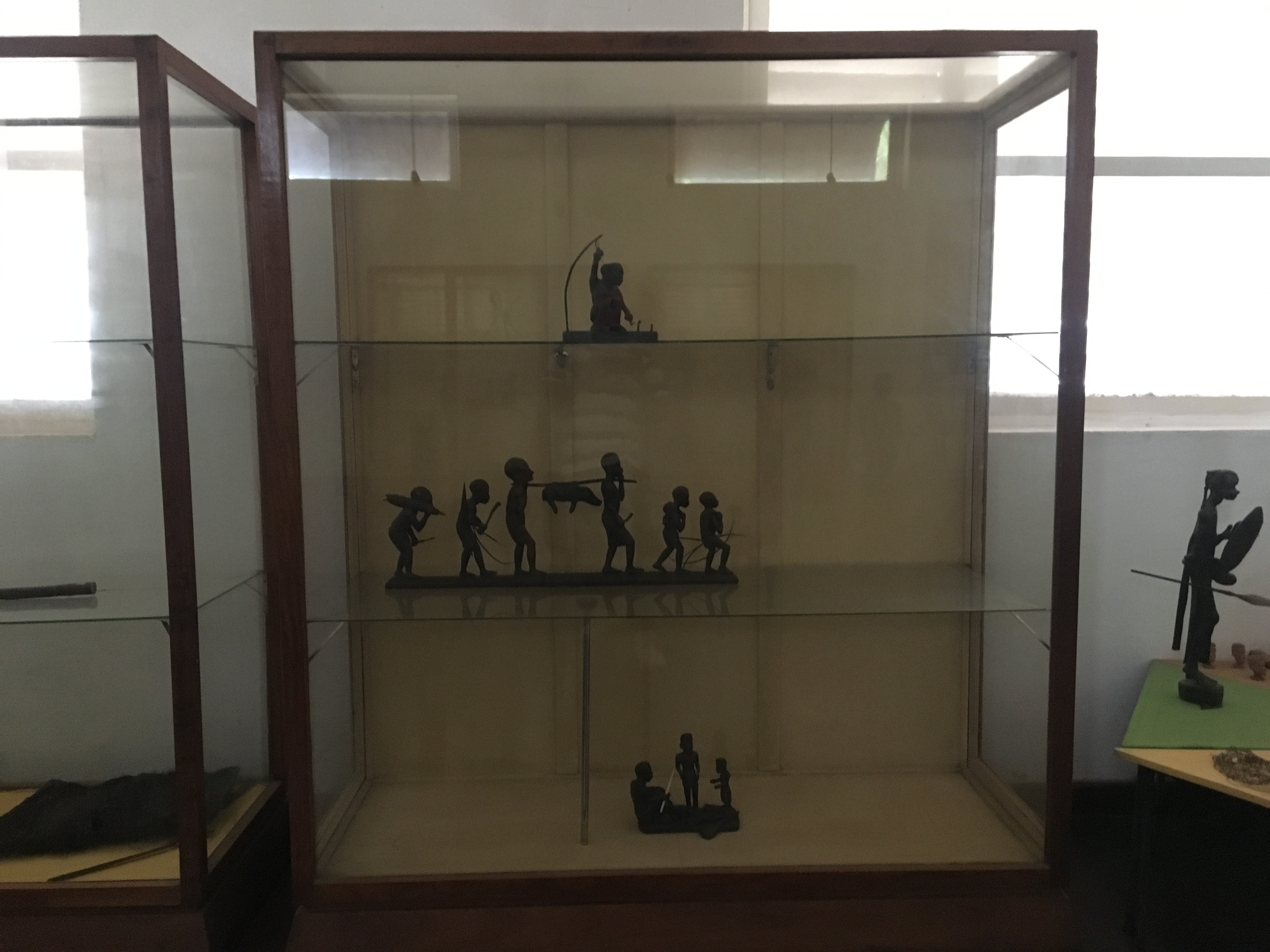
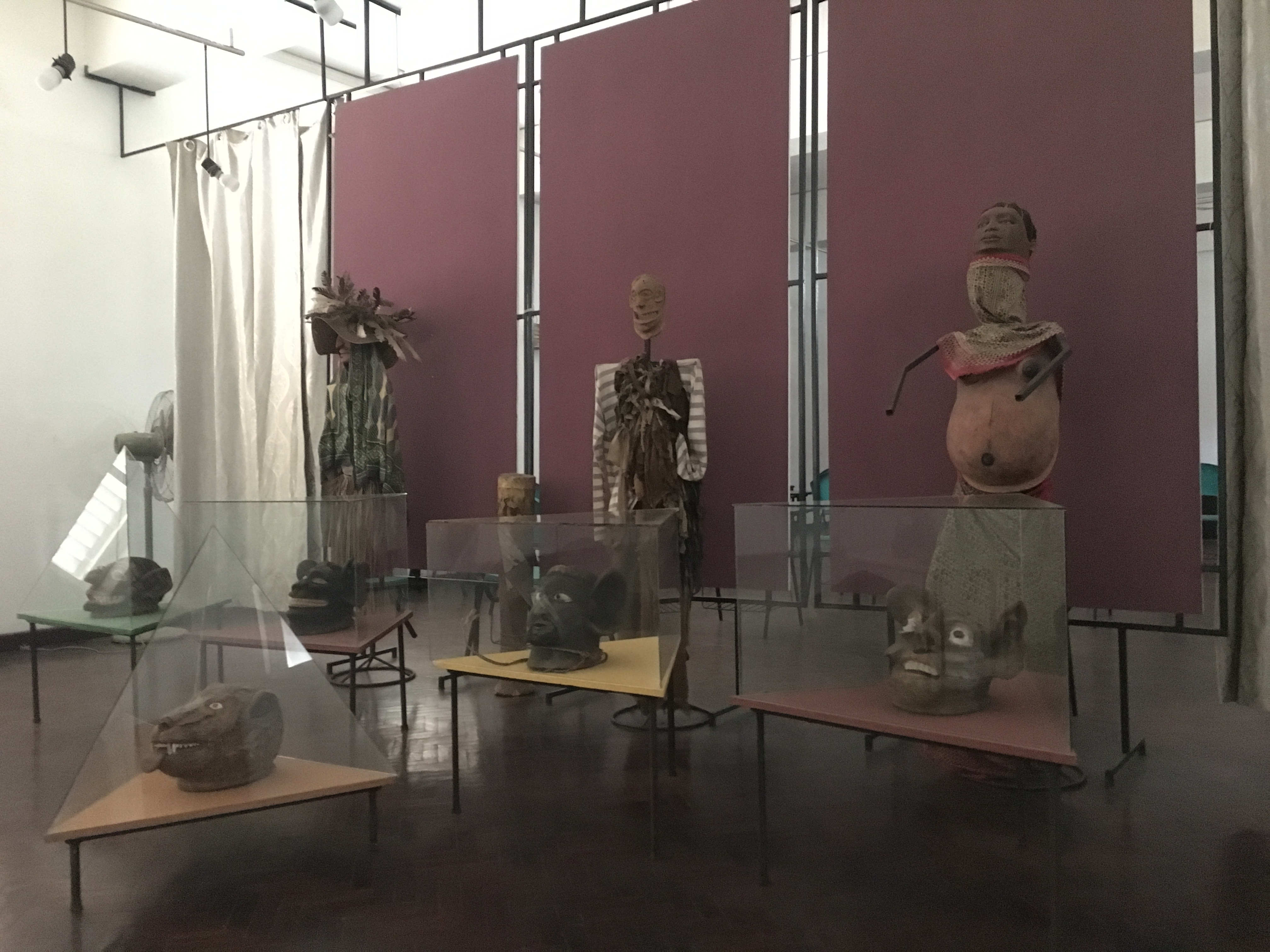
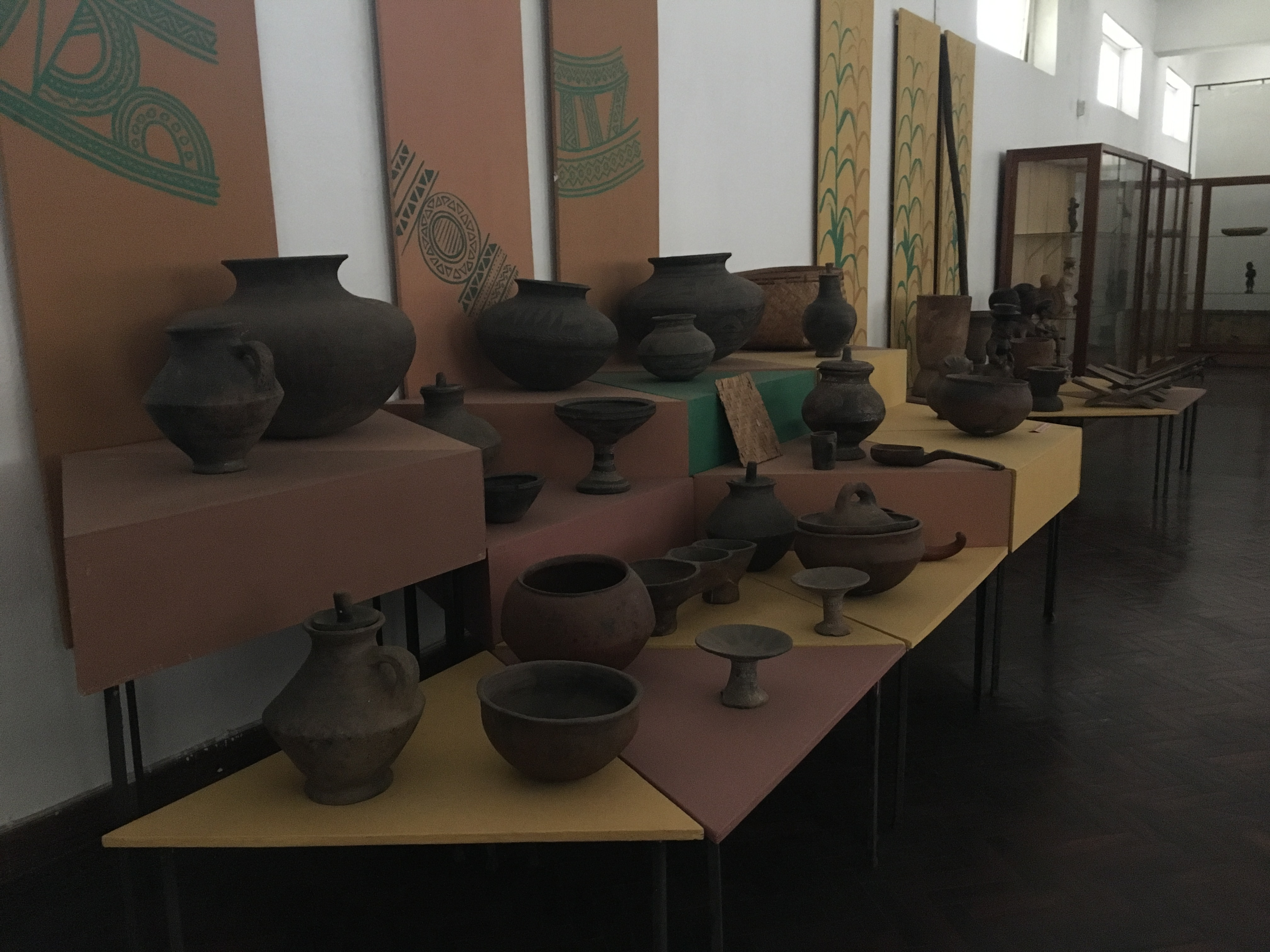